# Xã Cape Girardeau, Quận Cape Girardeau, Missouri
Xã Cape Girardeau (tiếng Anh: Cape Girardeau Township) là một xã thuộc quận Cape Girardeau, tiểu bang Missouri, Hoa Kỳ. Năm 2010, dân số của xã này là 40.563 người.